# Blies-Ébersing
Blies-Ébersing – miejscowość i gmina we Francji, w regionie Grand Est, w departamencie Mozela.
Według danych na rok 1990 gminę zamieszkiwało 479 osób, a gęstość zaludnienia wynosiła 91 osób/km² (wśród 2335 gmin Lotaryngii Blies-Ébersing plasuje się na 605. miejscu pod względem liczby ludności, natomiast pod względem powierzchni na miejscu 986.).